# Aston Martin DBR4

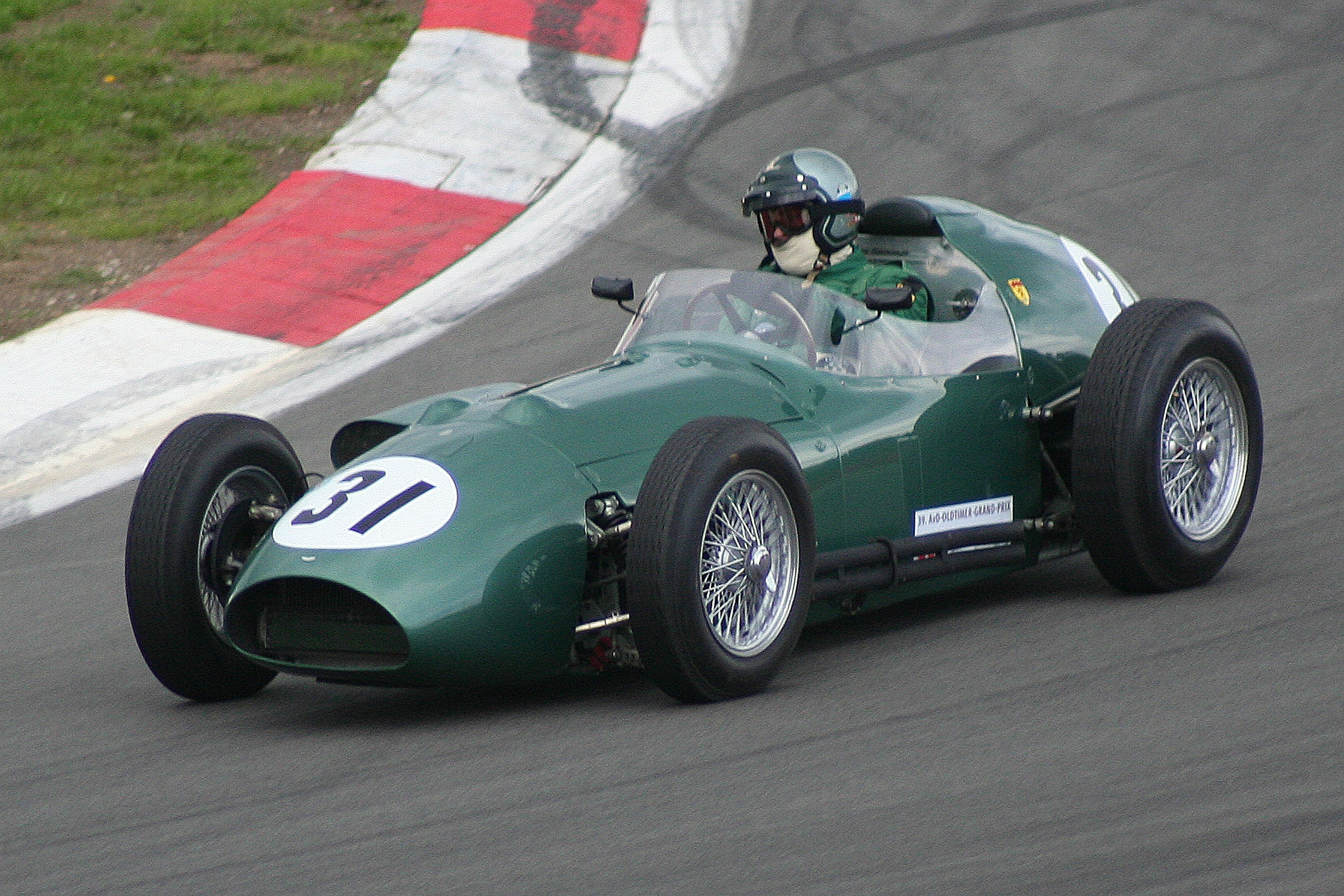
Aston Martin DBR4

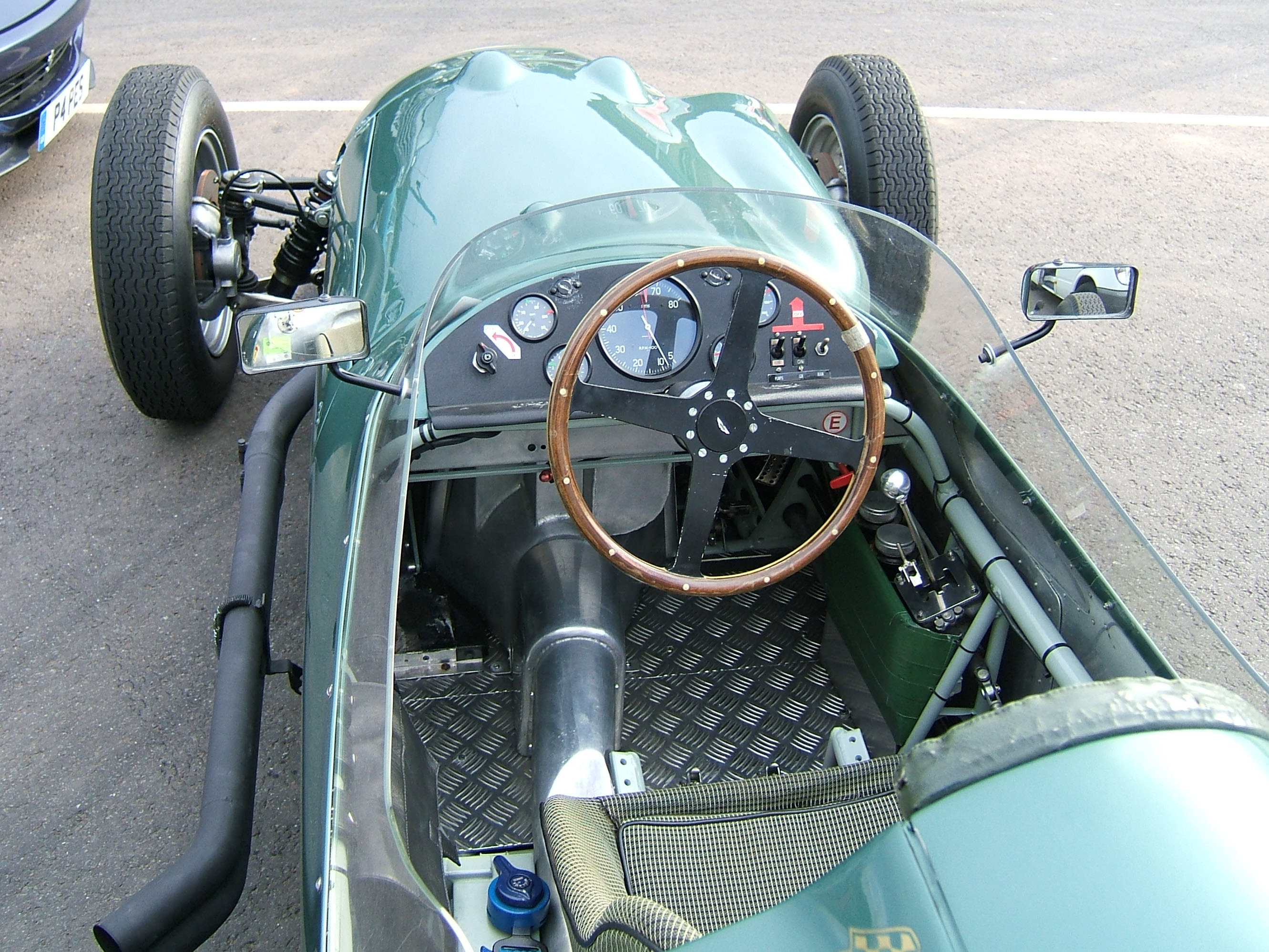
Cockpit des Aston Martin DBR4

Der Aston Martin DBR4 war ein Rennwagen des britischen Automobilherstellers Aston Martin, den das als David Brown Organisation gemeldete Werksteam 1959 und 1960 bei einigen Rennen der Formel-1-Weltmeisterschaft an den Start brachte. Er war bereits bei seinem Debüt konzeptionell veraltet und erzielte keine Weltmeisterschaftspunkte.

## Hintergrund
Aston Martin war in den 1950er-Jahren mit einem Werksengagement an der Sportwagen-Weltmeisterschaft beteiligt. Das erfolgreichste Jahr des Unternehmens war 1959, als Aston Martin mit dem DBR1 das 24-Stunden-Rennen von Le Mans und anschließend die Markenweltmeisterschaft gewann. Parallel zur Teilnahme an den Sportwagenrennen entwickelte Aston Martin einen Formel-1-Rennwagen, der nach anfänglichen Überlegungen erstmals 1958 eingesetzt werden sollte. Der Plan verwirklichte sich allerdings nicht; das Sportwagenprojekt wurde 1958 noch als vorrangig angesehen, sodass der im Grunde einsatzbereite DBR4 nach mehreren Testfahrten, die im Dezember 1957 auf dem Versuchsgelände der Motor Industry Research Association in Nuneaton stattfanden, für ein Jahr zurückgestellt wurde. Er debütierte schließlich im Frühjahr 1959.

## Technik
Der mit einem Frontmotor ausgestattete DBR4 war keine Neuentwicklung, sondern eine „bloße Neuzusammenstellung bereits vorhandener Komponenten“. Basis des Fahrzeugs war ein Gitterrohrrahmen, dessen Konstruktion in ihrer Struktur dem Rahmen des 1956 entwickelten DBR1 entsprach. Auch die Bauart der Radaufhängungen war mit der des DBR1 identisch: Vorne hatte der Wagen doppelte Querlenker, hinten als letzter neu vorgestellter Formel-1-Rennwagen eine De-Dion-Achse mit Wattgestänge.
Als Antrieb diente ein Reihensechszylindermotor vom Typ RB6 mit 2,5 Liter Hubraum, der mit drei Doppelvergasern von Weber ausgestattet war. Jeder Zylinder hatte zwei Zündkerzen. Die Leistung betrug 186 kW (250 PS) bei 7800 Umdrehungen pro Minute. Die Kraft wurde über ein Fünfganggetriebe und eine Kardanwelle auf die Hinterachse übertragen.
Der Wagen war eines der schwersten Autos der Formel-1-Saison 1959. Betriebsbereit wog er 636 kg. Damit war er 90 kg schwerer als der Cooper T51 und mehr als 140 kg schwerer als der Lotus 18, die beide schon mit Mittelmotoren versehen waren.
1959 entstanden vier Exemplare des DBR4.

## Renneinsätze
Der DBR4 wurde vom Aston-Martin-Werksteam eingesetzt, das sich unter der Bezeichnung David Brown Corporation zur Formel-1-Weltmeisterschaft meldete. Teamchef war John Wyer, Fahrer waren 1959 Roy Salvadori und Carroll Shelby, 1960 Salvadori und Maurice Trintignant.

### 1959
David Brown debütierte bei der XI. BRDC International Trophy, einem nicht zur Formel-1-Weltmeisterschaft zählenden Rennen, das im Mai 1959 in Silverstone ausgetragen wurde. Salvadori startete von der Pole-Position aus und kam hinter dem heckgetriebenen Cooper T51 von Jack Brabham als Zweiter ins Ziel. Es war das beste Ergebnis, das Aston Martin bei einem Formel-1-Rennen erzielte. Um den zweiten Platz zu halten, war Salvadori in der zweiten Hälfte des Rennens gezwungen, den Motor wiederholt zu überdrehen, wodurch die Kurbelwellenlager beschädigt wurden.
Am ersten Weltmeisterschaftslauf, dem Großen Preis von Monaco, nahm das Team nicht teil. In der Weltmeisterschaft debütierte es beim Großen Preis der Niederlande am 31. Mai 1959. Beide Fahrer fielen frühzeitig nach Motorproblemen aus: Salvadori fuhr nur drei Runden, Shelby 25.
Beim Großen Preis von Großbritannien in Aintree ging Salvadori als Zweiter ins Rennen und kam als Sechster ins Ziel, Shelby fiel nach 69 von 75 Runden infolge eines Ventilschadens aus.
Den Großen Preis von Deutschland ließ das Team wieder aus. Danach ging es Ende August in Portugal an den Start. Die Aston-Martin-Fahrer waren hier im Qualifying 11 bzw. 11,5 Sekunden langsamer als der Pole-Fahrer Stirling Moss. Sie fuhren das Rennen zu Ende, wurden aber vier- bzw. fünfmal überrundet. Salvadori wurde Sechster, Shelby Achter. Es war das einzige Formel-1-Rennen, bei dem beide Aston Martin-Werkswagen ins Ziel kamen. In Italien kam Shelby noch einmal als Zehnter ins Ziel. Die restlichen Rennen der Saison ließ das Team aus.

### 1960
Für die Saison 1960 konstruierte Aston Martin mit dem DBR5 ein neues Auto. Es folgte erneut dem Frontmotorkonzept, das sich bereits im zurückliegenden Jahr als unterlegen erwiesen hatte. Der DBR4 wurde 1960 nur noch einmal eingesetzt: Salvadori und Maurice Trintignant fuhren ihn bei der nicht zur Weltmeisterschaft zählenden XII. International Trophy in Silverstone. Nur Trintignant kam ins Ziel, erreichte aber keine Punkte.

## Bewertungen
Bereits zeitgenössische Beobachter kritisierten den DBR4. In einem Ende 1959 verfassten Bericht zum Großen Preis der Niederlande des gleichen Jahres wurde die Konstruktion des DBR4 als schwerfällig bezeichnet. In der aktuellen Literatur wird der DBR4 zumeist als veraltete Konstruktion angesehen. Die Ingenieure hätten Konstruktionsmerkmale der frühen 1950er-Jahre verwendet, die bei dem Debüt des Wagens 1959 bereits überholt waren. John Wyer, der Rennleiter des Aston-Martin-Werksteams, beschrieb den DBR4 später wie folgt:

“In 1958, it might have won races. In 1959, it was a dying duck, and in 1960, it was a stinking fish.”

„1958 hätte er Rennen gewinnen können. 1959 war er eine sterbende Ente, und 1960 war er ein stinkender Fisch.“

## Ergebnisse bei Weltmeisterschaftsläufen
| Fahrer               | Nr.                  | 1 | 2 | 3   | 4 | 5   | 6 | 7 | 8   | 9 | Punkte | Rang |
| -------------------- | -------------------- | - | - | --- | - | --- | - | - | --- | - | ------ | ---- |
| Formel-1-Saison 1959 | Formel-1-Saison 1959 |   |   |     |   |     |   |   |     |   | 0      | –    |
| R. Salvadori         | –                    |   |   | DNF |   | 6   |   | 6 | DNF |   | 0      | –    |
| C. Shelby            | –                    |   |   | DNF |   | DNF |   | 8 | 10  |   | 0      | –    |

1. ↑  Erst ab der Formel-1-Saison 1974 gab es feste Startnummern. Zuvor variierten die Nummern von Rennen zu Rennen.

| Legende  | Legende            | Legende                                                          |
| Farbe    | Abkürzung          | Bedeutung                                                        |
| -------- | ------------------ | ---------------------------------------------------------------- |
| Gold     | –                  | Sieg                                                             |
| Silber   | –                  | 2. Platz                                                         |
| Bronze   | –                  | 3. Platz                                                         |
| Grün     | –                  | Platzierung in den Punkten                                       |
| Blau     | –                  | Klassifiziert außerhalb der Punkteränge                          |
| Violett  | DNF                | Rennen nicht beendet (did not finish)                            |
| Violett  | NC                 | nicht klassifiziert (not classified)                             |
| Rot      | DNQ                | nicht qualifiziert (did not qualify)                             |
| Rot      | DNPQ               | in Vorqualifikation gescheitert (did not pre-qualify)            |
| Schwarz  | DSQ                | disqualifiziert (disqualified)                                   |
| Weiß     | DNS                | nicht am Start (did not start)                                   |
| Weiß     | WD                 | zurückgezogen (withdrawn)                                        |
| Hellblau | PO                 | nur am Training teilgenommen (practiced only)                    |
| Hellblau | TD                 | Freitags-Testfahrer (test driver)                                |
| ohne     | DNP                | nicht am Training teilgenommen (did not practice)                |
| ohne     | INJ                | verletzt oder krank (injured)                                    |
| ohne     | EX                 | ausgeschlossen (excluded)                                        |
| ohne     | DNA                | nicht erschienen (did not arrive)                                |
| ohne     | C                  | Rennen abgesagt (cancelled)                                      |
| ohne     | keine WM-Teilnahme |                                                                  |
| sonstige | P/fett             | Pole-Position                                                    |
| sonstige | 1/2/3/4/5/6/7/8    | Punktplatzierung im Sprint-/Qualifikationsrennen                 |
| sonstige | SR/kursiv          | Schnellste Rennrunde                                             |
| sonstige | *                  | nicht im Ziel, aufgrund der zurückgelegten Distanz aber gewertet |
| sonstige | ()                 | Streichresultate                                                 |
| sonstige | unterstrichen      | Führender in der Gesamtwertung                                   |